# Präsidentschaftswahl in Südkorea 1948
Die 1. Präsidentschaftswahl in Südkorea fand am 20. Juli 1948 statt.

## Geschichte
Nach den Wahlen zur Nationalversammlung im Mai 1948 fanden in Südkorea am 20. Juli 1948 Präsidentschafts- und Vizepräsidentenwahlen statt. Der Präsident sollte von den Mitgliedern der Nationalversammlung gemäß den Vorgaben der Verfassung von 1948 gewählt werden. Von den 198 Mitgliedern der Nationalversammlung waren 196 bei der Abstimmung anwesend. Ein Kandidat benötigte zwei Drittel der abgegebenen Stimmen, um zu gewinnen. Rhee Syng-man wurde mit 180 Stimmen gewählt und übernahm die Regierung, um die Machtübertragung von der Militärregierung der United States Army in Korea zu überwachen.
Zum ersten Vizepräsidenten Südkoreas wurde Lee Si-yeong gewählt.